# Apachitempa
Apachitempa är en ort i Mexiko.   Den ligger i kommunen Platón Sánchez och delstaten Veracruz, i den sydöstra delen av landet, 220 km norr om huvudstaden Mexico City. Apachitempa ligger 68 meter över havet och antalet invånare är 270.
Terrängen runt Apachitempa är platt åt nordost, men åt sydväst är den kuperad. Runt Apachitempa är det ganska tätbefolkat, med 108 invånare per kvadratkilometer. Närmaste större samhälle är Tantoyuca, 19,7 km öster om Apachitempa. Trakten runt Apachitempa består till största delen av jordbruksmark.